# Осенний чемпион
Осенний чемпион (нем. Herbstmeister) — неофициальный титул, используемый главным образом в футбольных чемпионатах Германии и Австрии, который получает команда, занимающая первое место после первого круга чемпионата. Первая половина чемпионата в этих странах заканчивается в начале зимы, отсюда название «осенний».
Примерно 67 % «осенних чемпионов» немецкой Бундеслиги становятся также победителями чемпионата по итогам сезона.